# Страшный суд

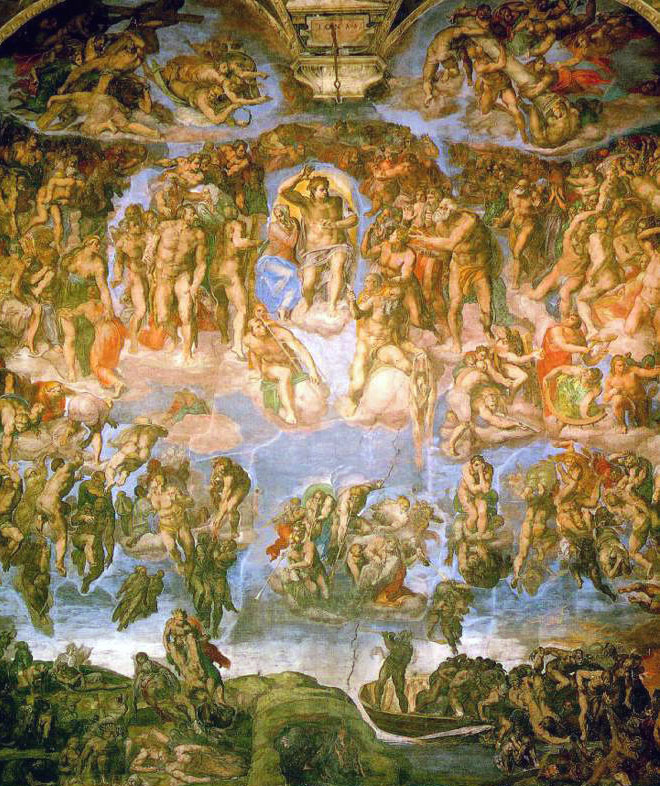
Страшный суд (Микеланджело, фреска в Сикстинской капелле, 1537—1541 гг.)

Стра́шный суд, Су́дный день — в эсхатологии авраамических религий — последний суд, совершаемый Богом над людьми с целью выявления праведников и грешников и определения награды первым и наказания последним.

## Иудаизм
В иудаизме Страшный суд или Судный день — это суд Божий, следующий за всеобщим воскресением, после которого последует вечное блаженство праведных и вечная мука осуждённых. Под воскресением мёртвых понимается то, что в определённое время мёртвые будут оживлены во плоти. О воскресении из мёртвых говорили еврейские пророки, такие как Исаия, Иезекииль (Йехезкель), Даниил (Даниель) и другие. Так, пророк Даниил об этом говорит следующее:

И многие из спящих в прахе земли пробудятся, одни для жизни вечной, другие на вечное поругание и посрамление.
— Дан. 12:2

## Христианство

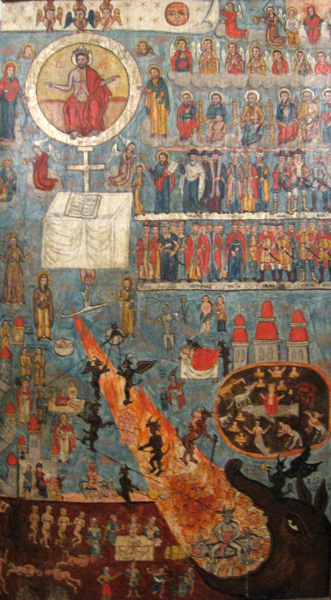
Икона «Страшный суд» (XVIII век, Львовский музей религии)

В христианстве догмат о всеобщем воскресении, Судном дне и воздаянии является одним из основополагающих. В числе прочих он входит в Никео-Царьградский Символ веры и в предшествовавший ему древний Апостольский Символ веры.
Согласно Евангелию: «Отец не судит никого, но весь суд отдал Сыну…. и дал Ему власть производить суд, потому что Он есть Сын человеческий» (Ин. 5:22, Ин. 5:27). По этой причине христиане верят, что Иисус Христос произведёт суд над всеми народами, когда «приидет во славе Своей и все святые Ангелы с Ним» (Мф. 25:31-32).
Кроме того, часть своих судебных полномочий Христос поручит праведникам, в частности, апостолам, которых обещал посадить на 12 престолов судить 12 колен Израилевых (Лк. 22:30, Мф. 19:28). Апостол Павел был убеждён, что все святые (христиане) будут судить мир: «Разве не знаете, что святые будут судить мир? Если же вами будет судим мир, то неужели вы недостойны судить маловажные дела? Разве не знаете, что мы будем судить ангелов, не тем ли более дела житейские?» (1Кор. 6:2-3).
В Новом Завете картина Судного дня и Страшного суда описывается следующим образом.

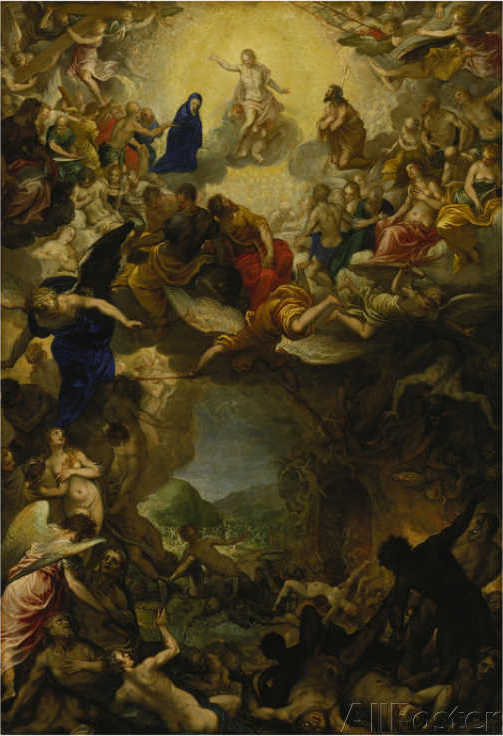
«Страшный суд».
Художник Роттенхаммер, 1598 год

Ангелы при кончине века соберут избранных от четырёх ветров от края небес до края их (Мф. 24:31), а также соберут из царства Его все соблазны и делающих беззаконие (Мф. 13:41) и отделят злых из среды праведных (Мф. 13:49). По учению апостольскому, «всем нам должно явиться пред судилище Христово» (2Кор. 5:10), «все мы предстанем на суд Христов» (Рим. 14:10). Бог через Иисуса Христа будет судить иудеев и язычников (Рим. 2:9), живых и мёртвых (Деян. 10:42; 2Тим. 4:1), то есть имеющих воскреснуть из мёртвых и тех, которые останутся до воскресения в живых, но, подобно воскресшим, изменятся (1Кор. 15:51-52), а также согрешивших ангелов (Иуд. 6; 2Пет. 2:4). 
Судимы будут не только дела людей, как добрые, так и злые (Мф. 25:35-36, 2Кор. 5:10), но и всякое праздное их слово (Мф. 12:36). Праведным Судия скажет: «приидите, благословенные Отца Моего, наследуйте Царство, уготованное вам от создания мира» (Мф. 25:34), грешные же услышат такой приговор: «идите от Меня, проклятые, в огонь вечный, уготованный диаволу и ангелам его» (Мф. 25:41).
Существует мнение, что судимы будут не только слова и дела людей, но и их внутренние помышления и намерения («слово Божие… судит помышления и намерения сердечные» (Евр. 4:12)). На этом мнении основано учение православной аскетики о мысленной брани — когда нетерпимым и подлежащим безусловному искоренению считается любой греховный помысел.
В ряде протестантских конфессий (баптисты, пятидесятники и др.) учат о двух судах: отдельно — для христиан (на котором не будет решаться вопрос о том, где он будет проводить вечность, — в аду или раю, но будет дана оценка его христианской жизни) и отдельно — Страшный суд для всех остальных. Основой для такого выражения служат слова Христа «слушающий слово Мое и верующий в Пославшего Меня имеет жизнь вечную, и на суд не приходит, но перешел от смерти в жизнь».(Ин. 5:24, похожий отрывок Ин. 3:18) и апостола Павла «никто не может положить другого основания, кроме положенного, которое есть Иисус Христос. Строит ли кто на этом основании из золота, серебра, драгоценных камней, дерева, сена, соломы, — каждого дело обнаружится; ибо день покажет, потому что в огне открывается, и огонь испытает дело каждого, каково оно есть. У кого дело, которое он строил, устоит, тот получит награду. А у кого дело сгорит, тот потерпит урон; впрочем сам спасётся, но так, как бы из огня»1Кор. 3:11—15. Предполагается, что перед Вторым пришествием Христа произойдёт восхищение Церкви.

## Ислам
Судный час не наступит до тех пор, пока не сразятся две огромные армии, которые понесут большие потери и при этом будут исповедовать одну и ту же веру; пока не появятся около тридцати лжецов, каждый из которых будет называть себя посланником Аллаха; пока Аллах не поднимет от людей (не исчезнет) религиозное знание; пока не участятся землетрясения; пока не ускорится время; пока не появится смута (испытания); пока не участятся убийства; пока вы не станете купаться в роскоши, потому что вашего богатства будет настолько много, что хозяин имущества будет беспокоиться из-за того, что никто не принимает его пожертвований, а когда он попытается раздать милостыню, то ему ответят: «Я не нуждаюсь в этом»; пока люди не станут состязаться в строительстве высоких домов; пока проходящий мимо могилы человек не скажет: «Лучше бы я оказался на его месте»; и пока солнце не взойдёт с запада. А когда оно взойдет, люди увидят это и уверуют все как один, но им эта вера не поможет. 
Кия́мат (араб. يوم القيامة‎ —  день стояния‎) — в исламской эсхатологии день Божьего суда, когда все люди получат воздаяние за свои дела. Вера в Последний День является одним из неотъемлемых элементов исламского вероубеждения.
Киямат начнётся с двух трубных гласов (сур) со стороны ангела Исрафила. Первый возвестит об уничтожении всех творений Аллаха, а второй — о воскрешении человечества и начале Божьего суда. В день киямата все творения предстанут перед Аллахом и будут отвечать за совершённые ими деяния. О киямате много говорится в Коране и сунне пророка Мухаммада.
Точное время наступления киямата никому кроме Аллаха неизвестно. Мусульмане считают, что мудрость (хукм) сокрытия Всевышним Аллахом точного времени заключается в постоянной готовности людей к нему. Многие люди спрашивали своих пророков о наступлении этого Дня, но никто не называл им точной даты. В Коране об этом сказано так: «Они спрашивают тебя о Часе: „Когда он наступит?“ Скажи: „Воистину, знание об этом принадлежит только моему Господу. Никто, кроме Него, не способен открыть время его наступления. Это знание тяжко для небес и земли. Он настанет внезапно“. Они спрашивают тебя, словно тебе известно об этом. Скажи: „Воистину, знание об этом принадлежит одному Аллаху, но большая часть людей не знает этого“».

## В изобразительном искусстве

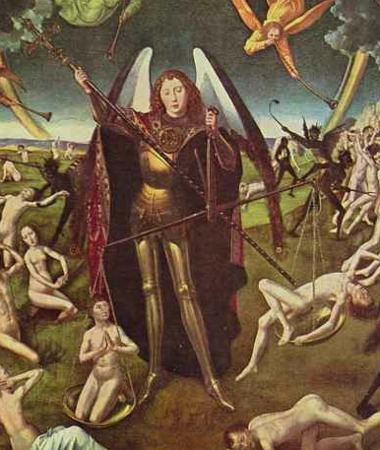
Архангел Михаил (Мемлинг, Ханс, Страшный суд (фрагмент), алтарь Якопо Тани. 1473 год, Поморский музей, Гданьск, Польша)

Страшный суд аллегорически изображался сначала в виде отделения «овец от козлов» (Мф. 25:32) — например храм святого Феликса в Фунди (IV век). Начиная с XII века возникает сюжет страшного суда в виде сошествия Христа в ад в соединении с видением Иезекииля. На сценах страшного суда в этот период появляются изображения престола уготованного, архангела Михаила с весами, одну чашу которых пытается перевесить дьявол. В таких изображениях страшного суда присутствуют картины ада с мучениями грешников и рая с блаженством праведников.
В русской иконописи с XVI века в сцене Страшного суда начали помещать фигуру милостивого блудника, героя проложного сказания, который оставлен на границе ада и рая, так как хоть и творил милостыню, но не преодолел грех блуда.